# میدان دید

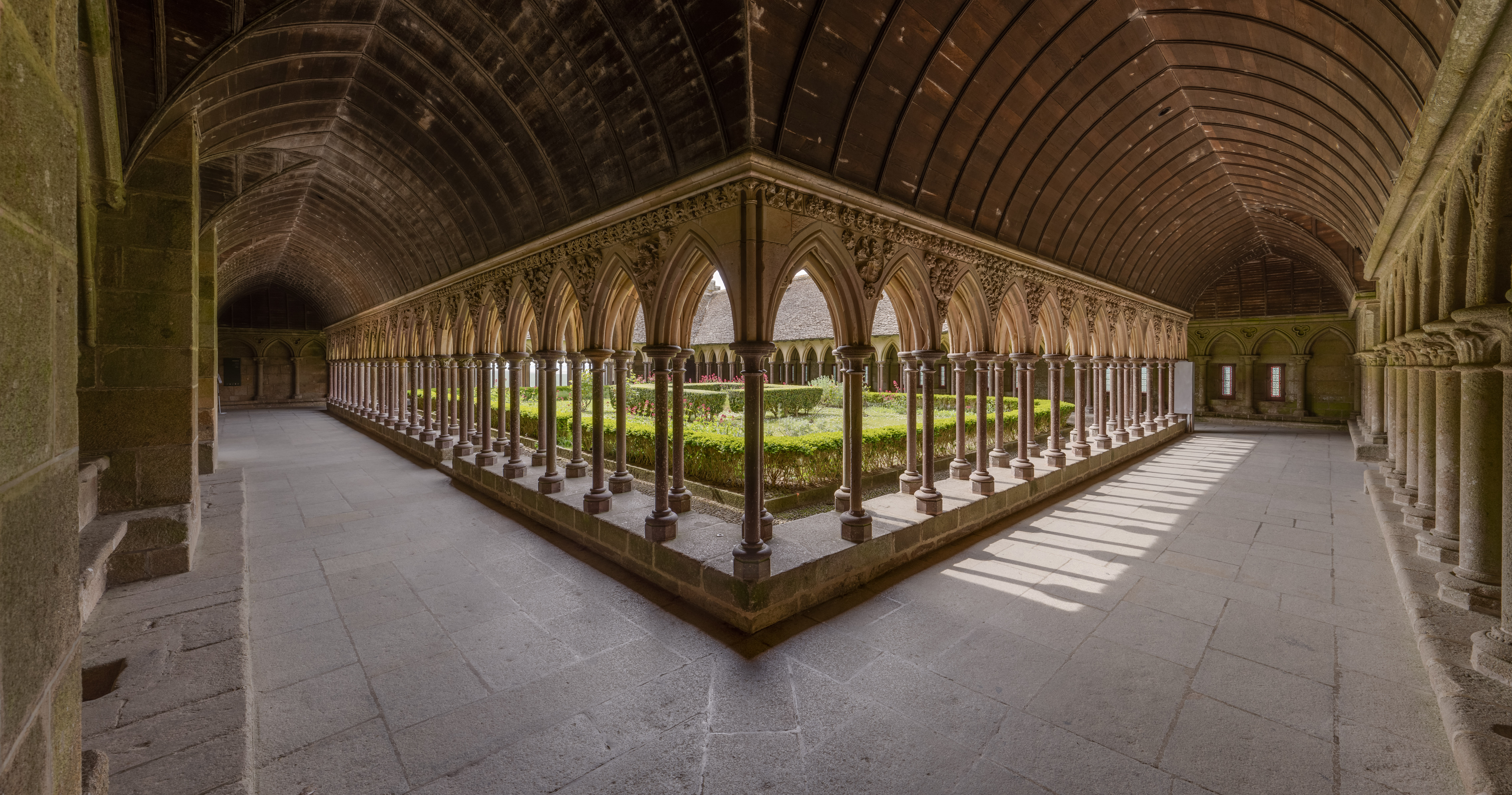
نگاره‌ای از معماری داخلی اندرونی کلیسای مون-سن-میشل که حدود ۱۲۰ درجه از میدان دید را پوشش می‌دهد.

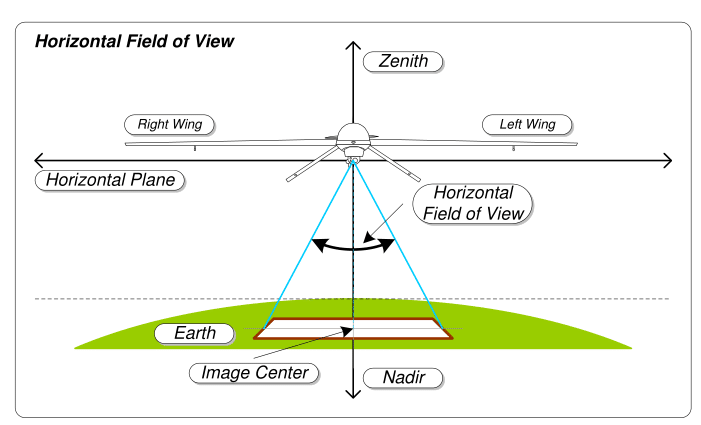
میدان دید افقی

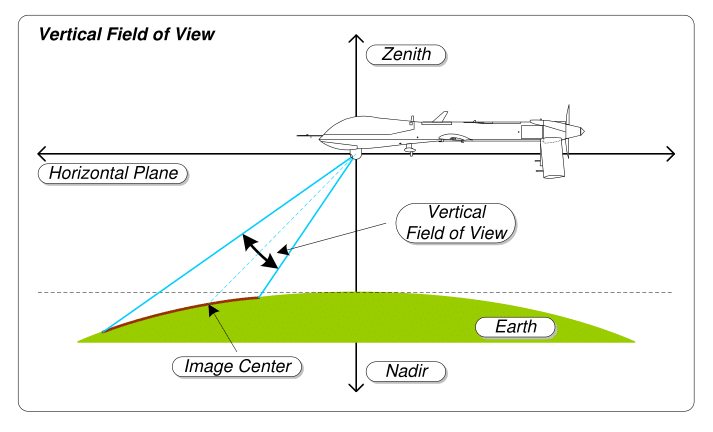
میدان دید عمودی

زاویه دید را می‌توان، افقی، عمودی یا مورب اندازه‌گیری کرد.

میدان دید (به انگلیسی: Field of view) وسعت جهان قابل مشاهده است که در هر لحظه دیده می‌شود. از نظر وسایل بینایی یا سنسورها یک زاویه فضایی است که یک ردیاب از میان آن به تابش الکترومغناطیسی حساس است.